# Байка (приток Сердобы)
Байка — река в России, протекает в Ртищевском районе Саратовской области и Сердобском районе Пензенской области. Устье реки находится в 34 км по левому берегу реки Сердоба у села Пригородное. Длина реки составляет 31 км.

## Данные водного реестра
По данным государственного водного реестра России относится к Донскому бассейновому округу, водохозяйственный участок реки — Хопёр от истока до впадения реки Ворона, речной подбассейн реки — Хопер. Речной бассейн реки — Дон (российская часть бассейна).
По данным геоинформационной системы водохозяйственного районирования территории РФ, подготовленной Федеральным агентством водных ресурсов:
- Код водного объекта в государственном водном реестре — 05010200112107000005551
- Код по гидрологической изученности (ГИ) — 107000555
- Код бассейна — 05.01.02.001
- Номер тома по ГИ — 07
- Выпуск по ГИ — 0